# Southfield (Michigan)
Southfield ist eine Stadt in Oakland County im US-Bundesstaat Michigan mit 76.618 Einwohnern (Stand: 2020). Die Stadt stellt eine principal city der Metro Detroit dar.
Im November 2015 wurde Kenson J. Siver als sechster Bürgermeister der Stadt vereidigt.
Die Fläche der Stadt beträgt 68 km².

## Geschichte
Die ersten Siedler kamen aus Birmingham and Royal Oak in Michigan wie auch aus den Bundesstaaten New York und Vermont. Die Stadt wurde 1823 von John Daniels gegründet. Unter den Gründern waren die Familien Heth, Stephens, Harmon, McClelland and Thompson. Die erste Einrichtung eines Townships erfolgte am 12. Juli 1830. Southfield wurde nach seiner Lage in den „südlichen Gefilden“ (south fields) des Bloomfield Townships benannt. 1833 öffnete ein Postamt, das erste Rathaus wurde 1873 gebaut. Die Gründung der Feuerwehr fand am 6. April 1942 statt und seit 1953 existiert das Southfield Police Department.
Ein Teil des Townships wurde mit Wirkung vom 28. April 1958 offiziell als Stadt registriert. Das gegenwärtige Rathaus wurde 1964 als Teil des neuen Civic-Center-Komplexes gebaut, in dem sich auch das Polizei-Hauptquartier von Southfield befindet. Die Park West Gallery entstand 1969. Das Civic Center wurde 1971 um eine Sporthalle mit Schwimmbecken erweitert. Es folgten 1972 eine Erweiterung um den Evergreen Hills Golf Course und 1978 ein neues Public Safety Building, der Southfield Pavilion sowie ein neues Gerichtsgebäude. 2003 eröffnete eine erweiterte und umgestaltete Öffentliche Bibliothek auf dem Gelände des Civic Centers. Außerhalb des Civic-Center-Komplexes verfügt Southfield über Parks und Freizeiteinrichtungen, die meist aus den 1970er Jahren stammen, beispielsweise das Beech Woods Recreation Center und das John Grace Community Center.
Die Einwohnerzahl der Stadt wuchs hauptsächlich zwischen 1950 und 1990, als Bewohner der Innenstadt von Detroit in die Vororte umzogen. In den 1970er Jahren wurde Southfield zur Heimat einer starken jüdischen Bevölkerung, die Synagogen und Schulen in der Stadt baute. Während sich bei der Detroiter jüdischen Bevölkerung die typische Nordwest-Bewegung fortsetzte, ist Southfield weiterhin eine vielfältige Stadt. In den frühen 1990er Jahren siedelten sich Detroiter Afroamerikaner und, in geringerer Menge, Angehörige der Chaldäisch-Katholischen Kirche und ethnische Gruppen mit europäischem und asiatischem Hintergrund in der Stadt an.

## Demografische Daten
Im Jahr 2020 waren 78.618 Menschen gemeldet. 54,8 % der Bewohner waren weiblich.
Der Anteil Afroamerikaner lag bei 69,4 %, 21,1 % waren Weiße.
18,4 % der Bevölkerung waren jünger als 18 Jahre und 20,4 % älter als 65 Jahre. Das Durchschnittsalter lag bei 38 Jahren.

## Söhne und Töchter der Stadt
- Christopher Monroe (* 1965), Physiker
- Jimmy Carson (* 1968), Eishockeyspieler
- Keegan-Michael Key (* 1971), Komiker, Schauspieler und Drehbuchautor
- Selma Blair (* 1972), Schauspielerin
- Jeff Blashill (* 1973), Eishockeyspieler
- Tom Barrett (* 1981), US-amerikanischer Politiker
- Johnathon Banks (* 1982), Boxer und Boxtrainer
- Branden Green, „Maejor Ali“ (* 1988), Sänger und Musikproduzent
- Derrick Summers (* 1988), American-Football-, Canadian-Football- und Arena-Football-Spieler
- Fatai Alashe (* 1993), Fußballspieler
- Michael Flowers (* 1999), Basketballspieler